# Ortskapelle Altenmarkt im Thale

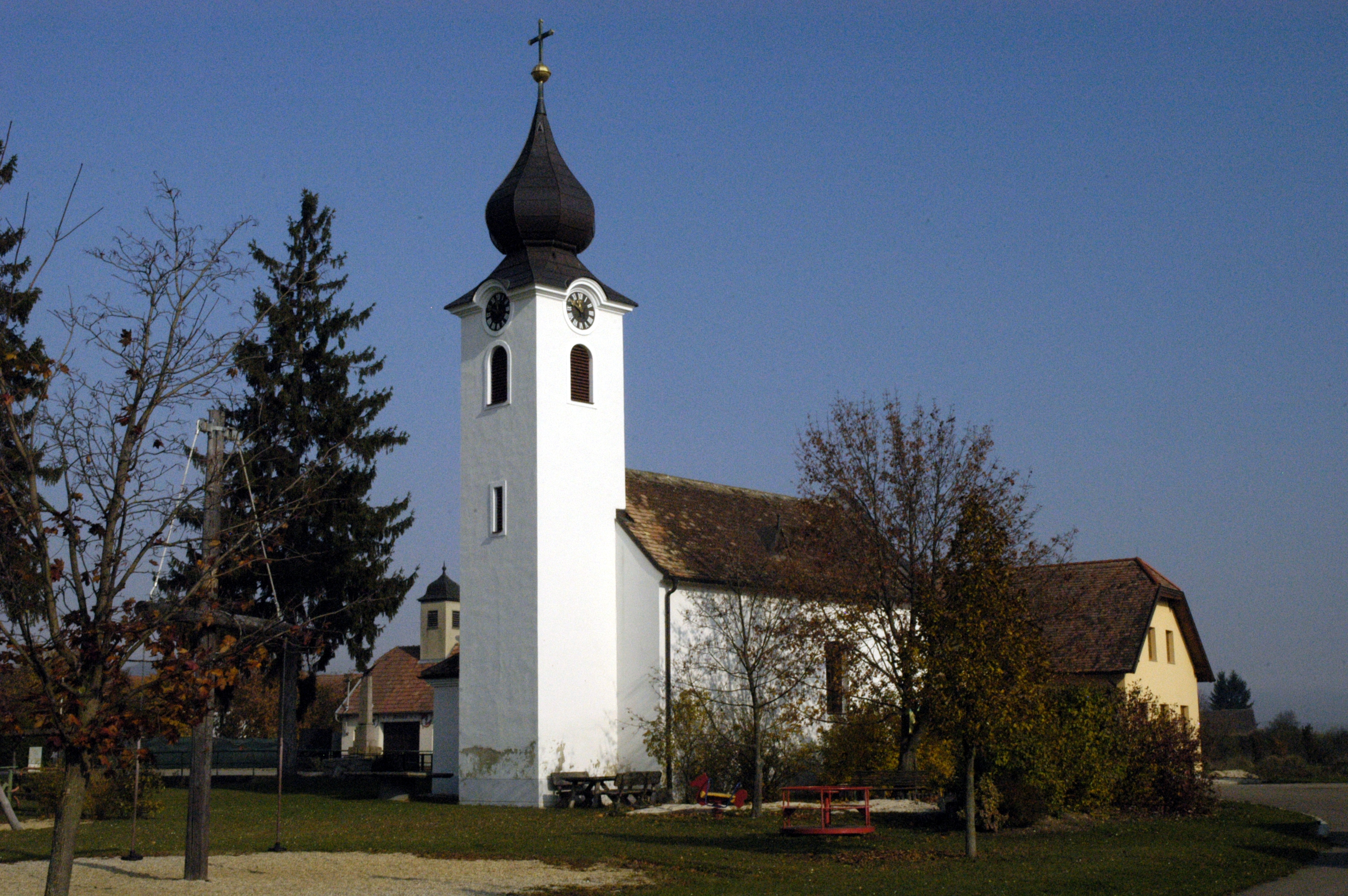
Katholische Ortskapelle hl. Bartholomäus in Altenmarkt im Thale

Die Ortskapelle Altenmarkt im Thale steht im Breitangerdorf Altenmarkt im Thale in der Stadtgemeinde Hollabrunn im Bezirk Hollabrunn in Niederösterreich. Die unter dem Patrozinium des Apostels Bartholomäus stehende römisch-katholische Ortskapelle der Pfarrkirche Eggendorf im Thale gehört zum Dekanat Hollabrunn in der Erzdiözese Wien. Die Kapelle steht unter Denkmalschutz (Listeneintrag).

## Geschichte
Die Kapelle wurde im Ende des 18. und in der ersten Hälfte des 19. Jahrhunderts erbaut.

## Architektur
Der schlichte Kapellenbau unter einem Satteldach mit einem runden Schluss hat Flachbogenfenster und ein Rechteckportal. Der Turm mit rundbogigen Schallfenstern trägt einen Zwiebelhelm. Der nördliche Anbau der Sakristei hat eine Flachdach.
Das Kapelleninnere hat ein Tonnengewölbe mit Stichkappen.

## Ausstattung
Der Altar zeigt das Altarbild Krönung Mariens aus der Bauzeit.